# غونفالونييري

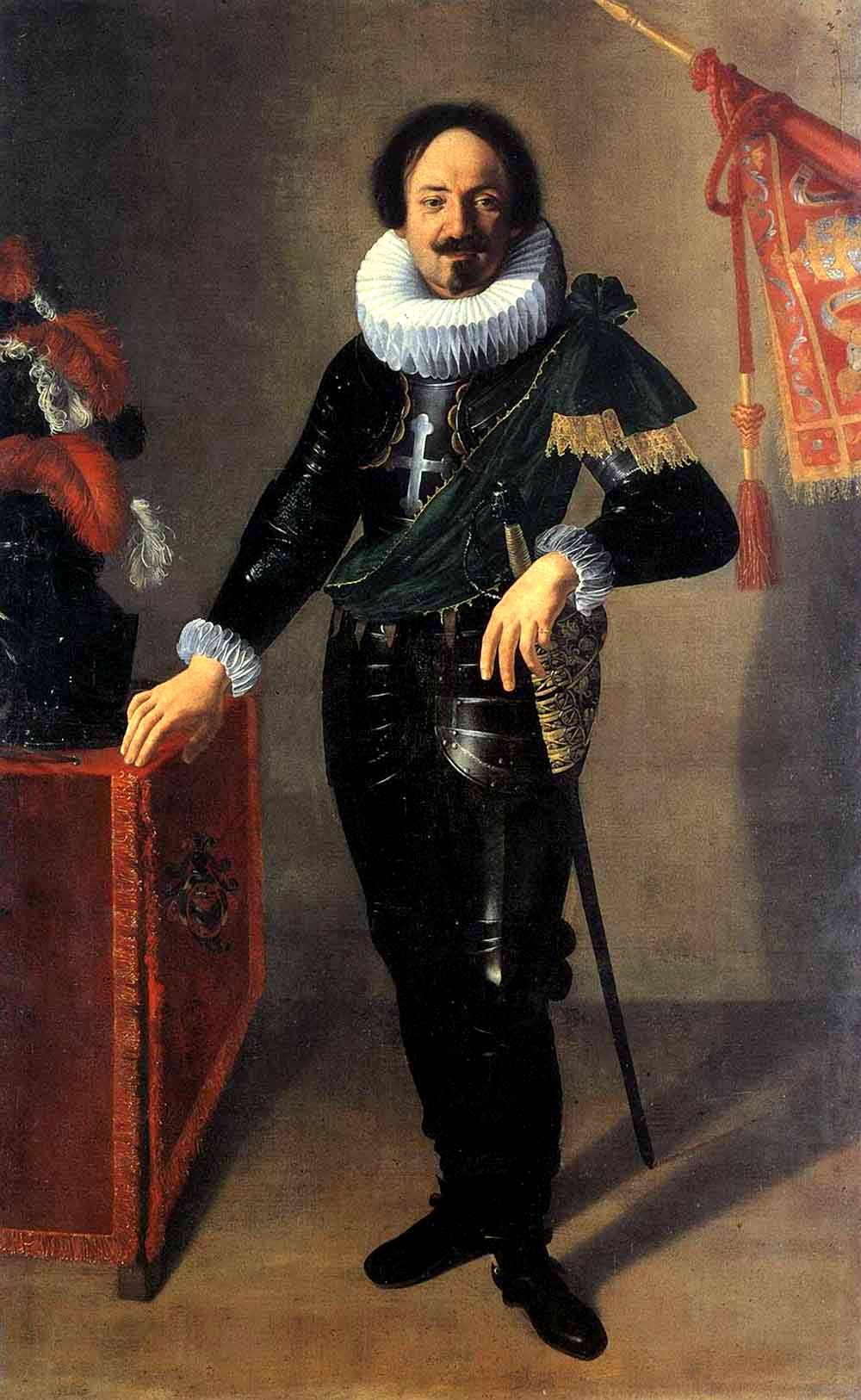

غونفالونييري (بالإيطالية Gonfaloniere) منصب بلدي عالي ومرموق في إيطاليا العصور الوسطى وعصر النهضة، لا سيما في فلورنسا. الاسم مستمد من كلمة gonfalone، وهو المصطلح المستخدم لريات تلك البلديات.